# Гайдуков, Сергей Николаевич
Сергей Николаевич Гайдуков (1936—2008) — космонавт-испытатель отряда космонавтов, подполковник авиации запаса. Опыта космических полётов не имел.

## Биография
Родился 31 октября 1936 года на железнодорожной станции Журавка Кантемировского района Воронежской области. Отец — Гайдуков Николай Алексеевич (1897—1987), железнодорожник, работал дежурным, а потом начальником станции. Мать — Гайдукова (Куралесика) Мария Павловна (1905—1968), домохозяйка.
В 1953 году окончил среднюю школу № 24 в г. Россошь Воронежской области и по комсомольской путёвке был направлен в Челябинское военно-авиационное Краснознамённое училище штурманов, которое закончил в 1956 году с присвоенной квалификацией «штурман ВВС».
В 1961 году поступил и в 1965 окончил заочное отделение Челябинского высшего военно-авиационного училища штурманов по специальности «Боевое применение и эксплуатация средств самолетовождения и бомбометания».
Служил в ВВС СССР. С января 1957 по май 1967 — штурман-инструктор Челябинского высшего военного авиационного училища штурманов. За время службы освоил следующие типы самолётов: Ли-2, Ил-14, Ил-28, Ту-4, Ту-104, Ту-124, Ту-134, Л-29. Налетал 1888 часов. Выполнил 55 парашютных прыжков.
Проходил подготовку к космическим полётам в ЦПК ВВС с мая 1967 года. С 1967 по 1969 годы, будучи слушателем-космонавтом, прошёл полный курс подготовки к полётам на корабле «Союз». С 1969 по 1974 годы — космонавт отряда космонавтов (с 1969 по 1972 прошёл полный курс подготовки к полётам на станции «Алмаз»). Принимал участие в управлении полётами космических кораблей «Союз-4», «Союз-5», «Союз-6» — из Евпатории; «Союз-9», «Союз-10», «Союз-11», «Союз-12» и «Салют» — из КВ-центра г. Хабаровска. С 1974 по 1976 годы — космонавт отдела. Принимал участие в управлении полётами орбитальных комплексов «Салют-3» — «Союз-14», «Салют-3» — «Союз-15» из НИС АН СССР «Космонавт Владимир Комаров» и «Космонавт Юрий Гагарин».
В экипажи для непосредственной подготовки к полёту включён не был.
После отчисления из отряда космонавтов (декабрь 1978, по болезни, приказом Главкома ВВС № 979) — с апреля 1979 года работал старшим инженером 10-го отдела НИИ измерительной техники (НИИ ИТ) в городе Калининграде (ныне — город Королёв) Московской области. С апреля 1980 года работал старшим инженером 5-го отдела ЦУП ЦНИИмаш.
В августе 1988 года после перенесённого инсульта получил первую группу инвалидности.
Умер 5 декабря 2008 года. Похоронен на кладбище села Леониха Щёлковского района Московской области, под Звёздным городком.

## Награды
- Награждён медалями: «За воинскую доблесть в ознаменование 100-летия со дня рождения В. И. Ленина»; медаль «XX лет победы советского народа в Великой Отечественной войне 1941—1945 гг.»; медаль «Ветеран Вооружённых сил СССР»; медаль «40 лет Вооружённым силам СССР»; медаль «50 лет Вооружённым силам СССР»; медаль «60 лет Вооружённым силам СССР»; медаль «За безупречную службу» I степени; медаль «За безупречную службу» II степени; медаль «За безупречную службу» III степени.
- Имеет «Благодарственную грамоту ГК ВВС».

## Воинские звания
- Лейтенант (30.11.1956).
- Старший лейтенант (08.04.1959).
- Капитан (20.02.1965).
- Майор (19.03.1968).
- Подполковник (01.04.1971).